# Dracma griega antigua
Dracma (en griego antiguo δραχμή, drakhmē; pl. δραχμαί, drakhmaí); en latín drachma) era el nombre de una antigua moneda (hecha de plata) de las ciudades-estado griegas y los reinos helenísticos de Asia.

## Etimología

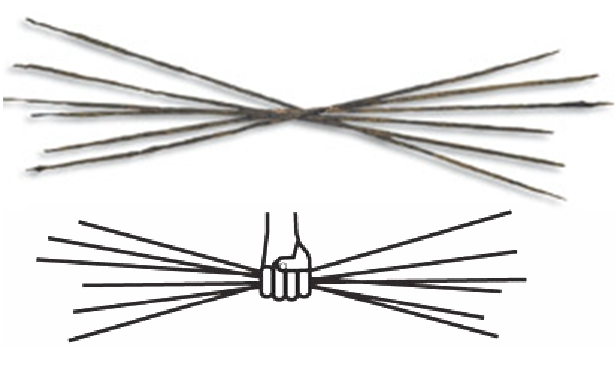
Arriba: Seis óbolos según se presentan en el Museo Numismático de Atenas, descubiertos en el Hereo de Argos.
Abajo: puñado de seis óbolos, que conforman una dracma.

Tradicionalmente se ha derivado el término «dracma» (en griego clásico δραχμῆ) del verbo δράττω (dráttō, «empuñar, agarrar»), con el significado, pues, de «puñado». Esta teoría data, al menos, del siglo IV a. C. y se basa en el hecho de que una dracma se divide en seis óbolos. Los primeros óbolos consistían en una barra de metal larga y fina, por lo que un «puñado» de seis de ellos constituirían el peso de una dracma.
En español el término dracma puede llevar tanto el género femenino como el masculino, siendo el femenino más adecuado a la etimología de la palabra y el recomendado por la RAE, así como el único aceptado por el Diccionario de Uso del Español de América y de España. El masculino ha sido atraído por otras palabras griegas que acaban en -ma (-μα) (p.ej. dilema, drama), dado que esta es una desinencia de nombre de acción muy común en griego clásico, que no guarda ninguna relación con la desinencia -ma (originalmente -μῆ) de dracma.

## Historia
En el siglo V a. C. la moneda más utilizada en el mundo griego fue la tetradracma ateniense, en cuyo anverso aparecía la diosa Atenea con un casco de guerra y un mochuelo en el reverso. Hoy en día a estas monedas se las conoce en griego como γλαύκες (glaukes) "mochuelos". El reverso se utiliza hoy en día en las monedas griegas de 1 euro.
En torno a 580-560 a. C., colonos griegos procedentes de la ciudad focea de Massalia (Marsella, Francia) fundaron en el golfo de Rosas la ciudad de Emporion (San Martín de Ampurias, Gerona). Fueron ellos quienes, unos cien años después, acuñaron las primeras monedas que se produjeron en la Península Ibérica.
Las monedas de Emporion, cuyo nombre significa precisamente “mercado”, son piezas de plata de estilo puramente griego, destinadas a atender las relaciones con otras ciudades del Mediterráneo, pero también al uso local y a facilitar los intercambios con los iberos del noreste.
La prosperidad económica llevó, a partir del siglo III a. C. a la acuñación de la dracma. Con su diosa rodeada de delfines, Pegaso, el caballo alado, y la leyenda en griego “de los ampuritanos”, la dracma se convirtió en un referente para su área de influencia, difundiendo el uso de la moneda entre las poblaciones indígenas cercanas, que no estaban habituadas a esta forma de dinero, e inspirando sus primeras acuñaciones.
Pervivió hasta el siglo I a. C., tan sólo con una curiosa modificación que aún no tiene una explicación unánimemente aceptada: a finales del siglo III, la cabeza de Pegaso se convierte en una figurita humana sentada que alarga los brazos para tocarse los pies.
Dependiendo de la ceca, las dracmas se acuñaron con diferentes pesos y medidas. La medida estándar que más o menos se utilizó fue la ateniense o ática, que consistía en unos 4,3 g de plata.
Tras las conquistas de Alejandro Magno, el nombre de la moneda se aplicó en la mayoría de los reinos helenísticos de Asia y Egipto. La unidad monetaria empleada por los árabes, el dirham, tomó su nombre de la dracma, así como el dram armenio.

### Valor histórico de la dracma
No tiene mucho sentido comparar el valor de las antiguas dracmas con las tasas de cambio de la actualidad, debido al hecho de que la variedad de enseres producidos por las distintas economías de hace decenas de siglos son muy diferentes a las de hoy en día, lo que hace que la paridad del poder adquisitivo sea muy difícil de calcular. Sin embargo, algunos historiadores y economistas han estimado que una dracma del siglo V a. C. correspondía a unos 25  USD de 1990, o 36 USD de 2006, basándose en los historiadores clásicos que decían que el sueldo medio diario de un trabajador especializado hoplita era de 1 dracma, y el sueldo de un magistrado de la Heliea era de dracma y media en el 425 d. C. Comentarios modernos derivados de la obra de Jenofonte decían que con media dracma al día durante un año una familia pobre podía vivir holgadamente en el 335 a. C. Años antes, en el 422, Aristófanes en su comedia Las avispas criticaba que con el sueldo diario de dracma y media de un magistrado de la Heliea podía subsistir una familia de tres miembros.

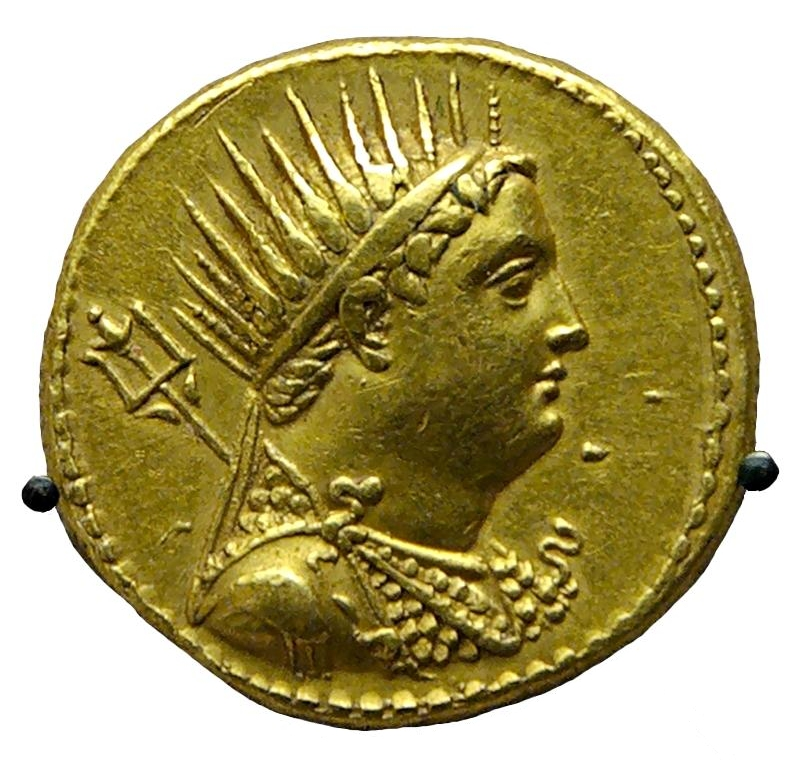
Octadracma de oro de Ptolomeo III con corona radiada (246–222 a. C.).

Las fracciones y múltiplos de la dracma se acuñaron en varias ciudades-estado, como en el reino ptolemaico de Egipto, que tenían monedas con denominaciones en oro, plata y bronce. Las monedas de oro de este reino incluían la pentadracma (también llamada trichryson por tener una relación con tres estateros de oro, equivalentes a sesenta dracmas de plata) y la octodracma, y entre las monedas de plata estaban la tetradracma, decadracma y pentakedecadracma. Esta característica es especialmente notoria, ya que hasta la introducción del guldengroschen en 1486 (sobre todo en las monedas de plata) no se acuñaban monedas con valores tan altos.

### Subdivisiones de la dracma
8 calcos     = 1 óbolo
6    óbolos      = 1 dracma
1 didracma      = 2 dracmas
1 tetradracma = 4 dracmas
100 dracmas = 1 mina
60 minas    = 1 talento ateniense
Las didracmas eran equivalentes a medio siclo en Judea, que correspondía al impuesto anual del templo.
Las minas y los talentos nunca llegaron a acuñarse; solamente representaban medidas de peso utilizadas por comodidad (por ejemplo, para pesar el grano), así como en el caso del oro y la plata.
Los estándares más importantes del antiguo sistema monetario griego fueron el ático, basado en el dracma ateniense de 4,3 gramos de plata y el estándar corintio basado en el estátero (peso) de 8,6 gramos de plata, que se subdividió en tres dracmas de plata de 2,9 gramos, y el didracma aeginetanio de 12,2 gramos, basado en un dracma de 6,1 gramos.